# Krucifix (Kosičky)
Pískovcový krucifix z roku 1850 se nalézá před budovou Základní školy v centru obce Kosičky v okrese Hradec Králové. V těsné blízkosti krucifixu stojí betonová zvonička.

## Popis
Pískovcový krucifix stojí v čtvercové ozdobné mříži s dvířky na čelní straně. Ozdobná mříž je uchycena v cihlovém ohrazení.
Uvnitř mříže stojí na dvou pískovcových schodech nízký hranolový sokl ozdobený nahoře profilováním.
Na soklu je umístěn vyšší hranolový pilíř zakončený nahoře profilovanou římsou. Na čelní straně pilíře je vyhloubena nika, ve které je umístěn zlacený reliéf Panny Marie se sepjatýma rukama. Nad hlavou Panny Marie je vytesán nápis: „Matko Kristova oroduj za nás“.
Na římse je umístěn na podstavci ozdobeném zlacenými květy pískovcový kříž se zlaceným korpusem Krista a nápisem INRI nad hlavou.
Na zadní straně krucifixu jsou vytesána data postavení krucifixu A. D. 1850 a jeho následných oprav v letech 1881, 1915, 1921 a 1959.

## Galerie

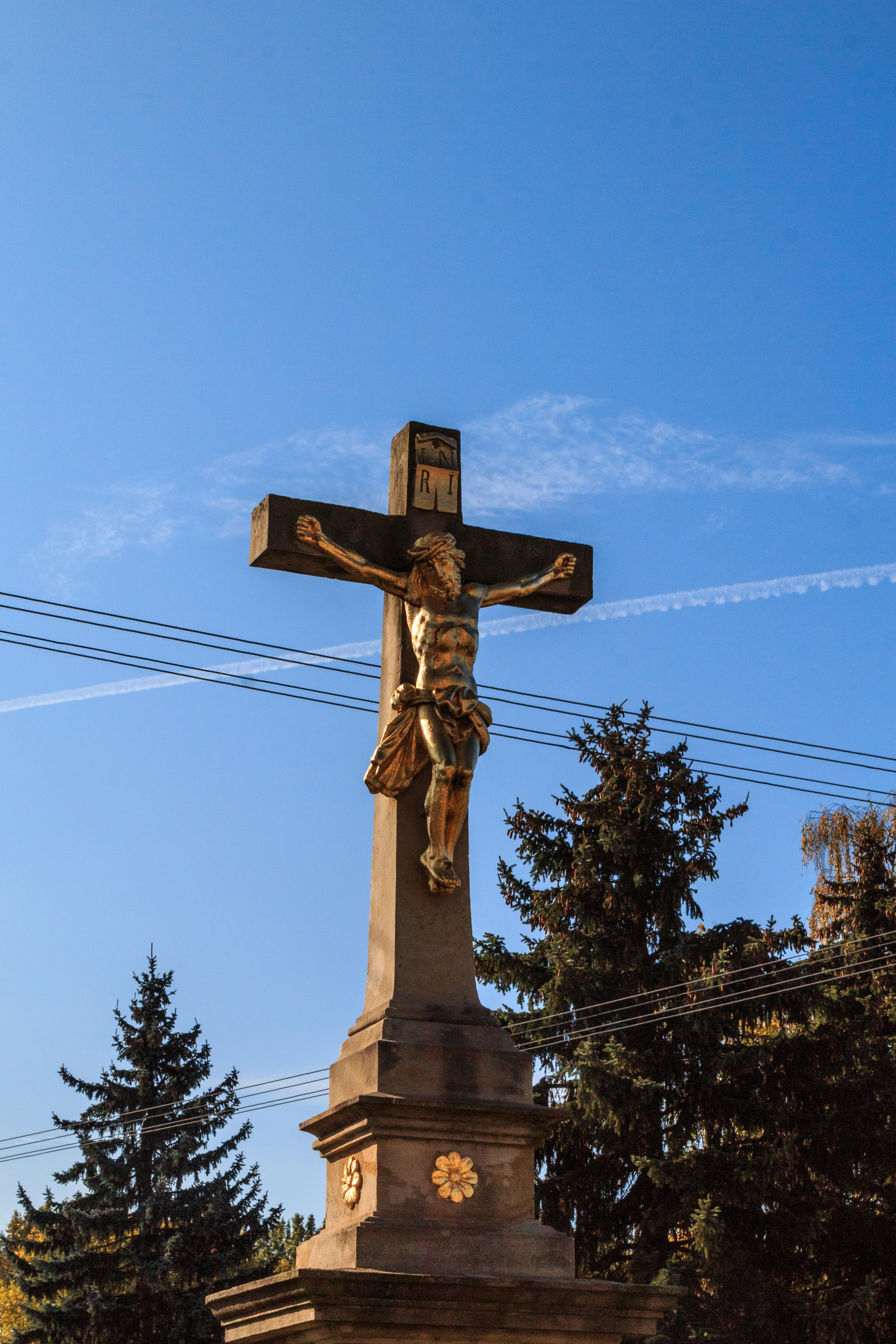
detaily krucifixu
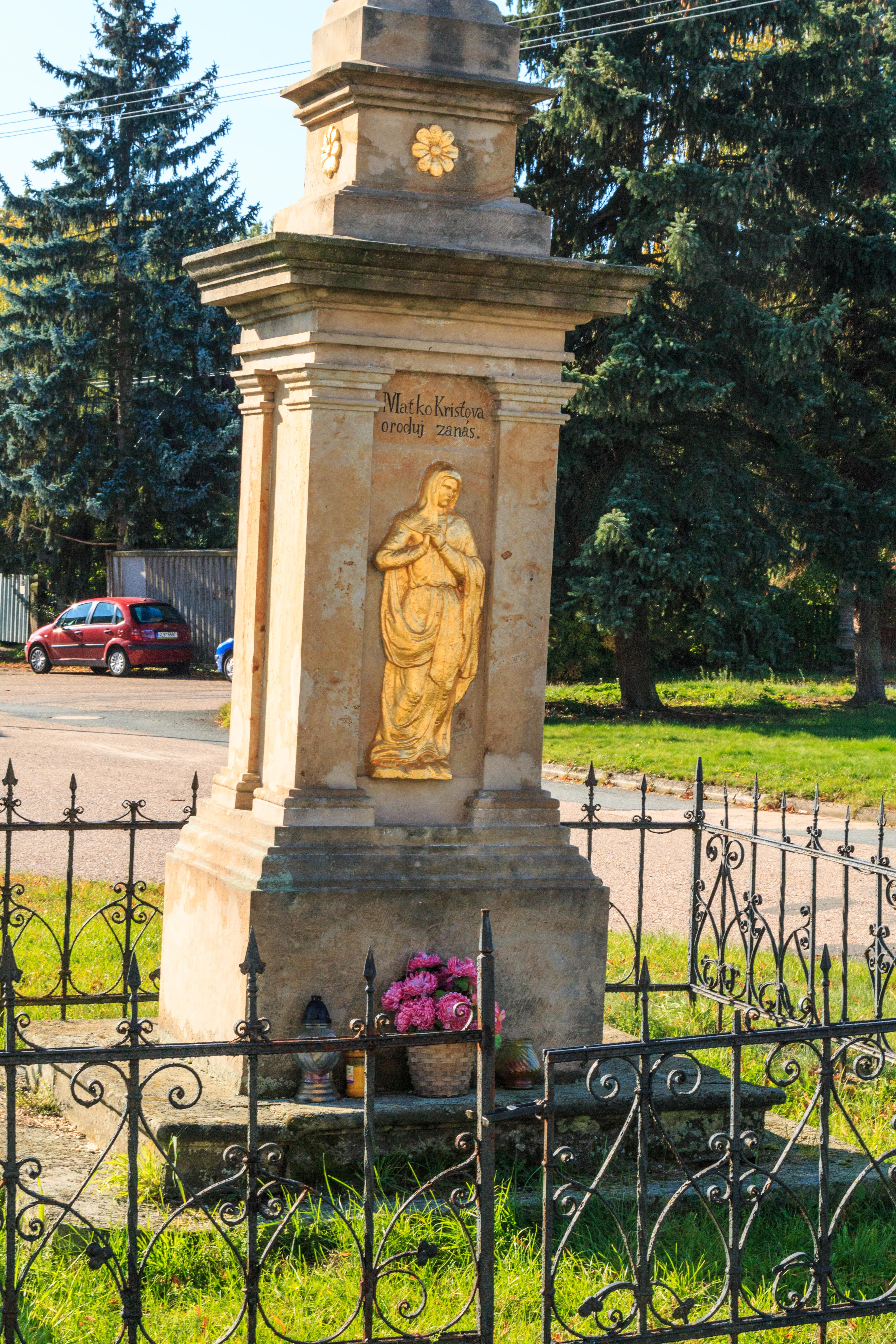
detaily krucifixu
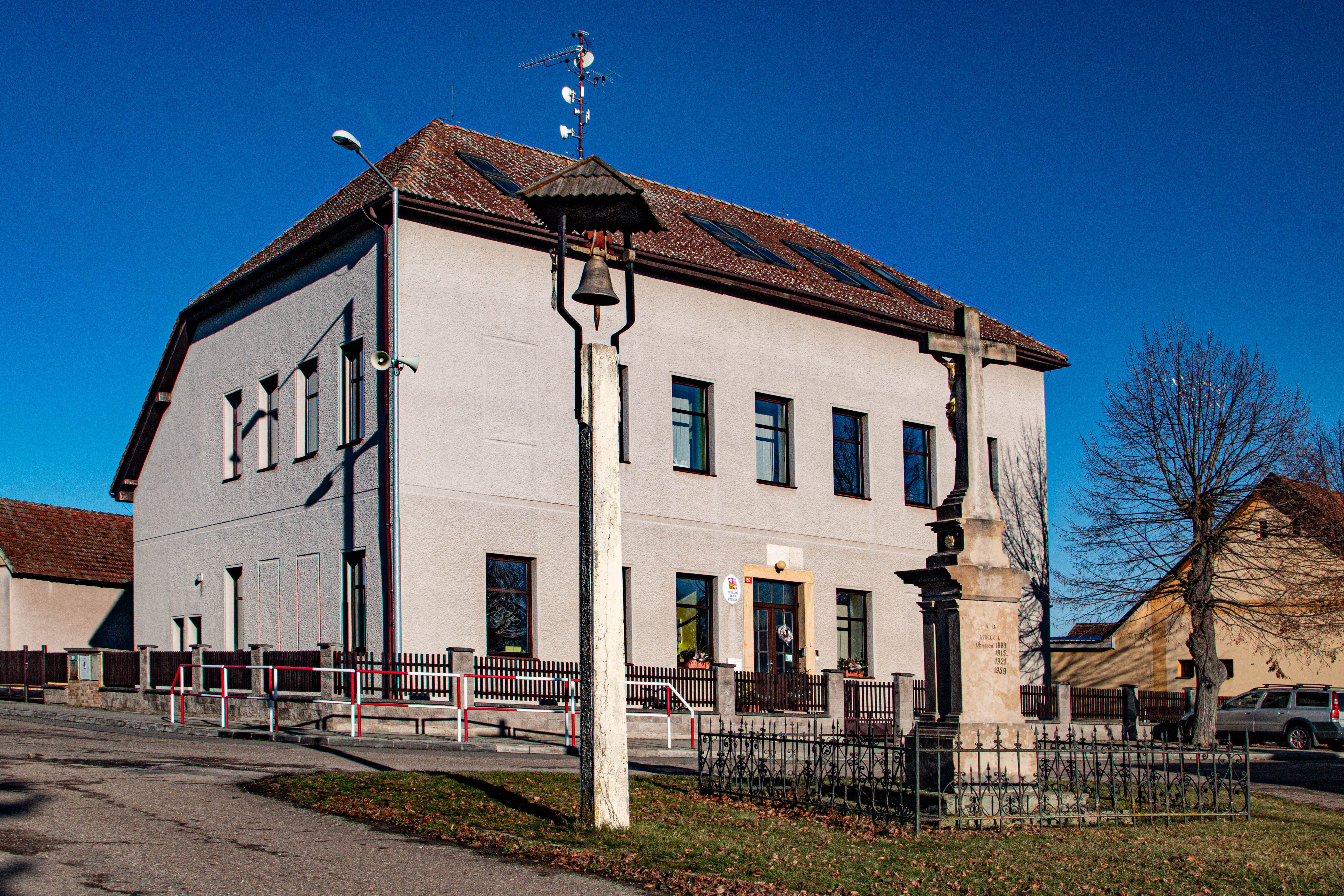
zadní strana krucifixu
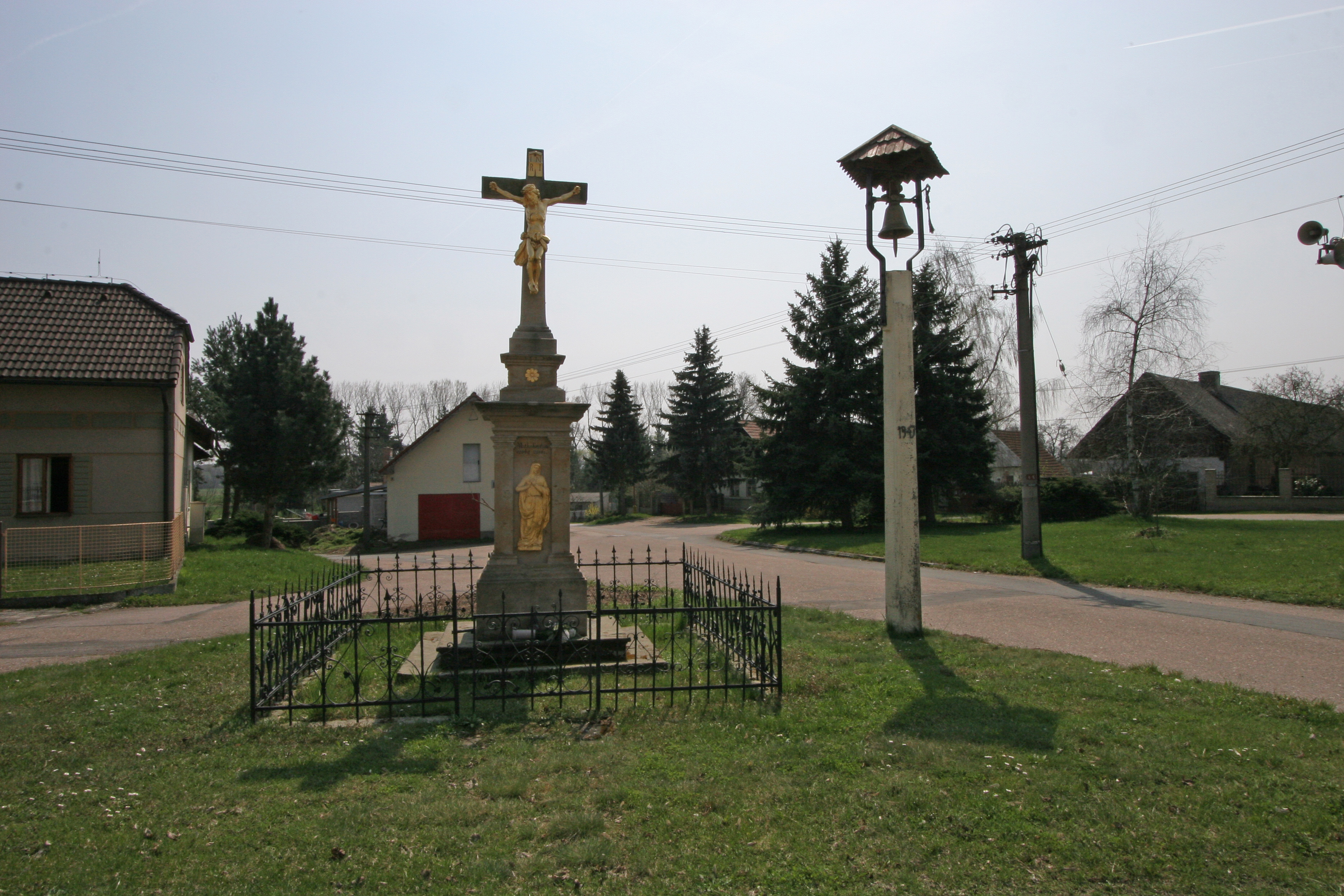
krucifix a zvonička v Kosičkách